# Нескорені (фільм, 1945)
«Нескорені» (рос. «Непокорённые») у міжнародному прокаті «Тарасова родина» (англ. «The Taras Family») — російськомовний радянський художній фільм режисера Марка Донського знятий у 1945 році в Україні. Сценарій фільму базується на однойменній повістю Бориса Горбатова.

## Сюжет
Німецько-радянська війна. Маленьке українське містечко окуповане фашистами. Старий кадровий робочий Тарас Яценко стає свідком трагічної загибелі єврейського населення, розстріляного у Бабиному Яру…

## У ролях
- Амвросій Бучма —  Тарас Яценко
- Веніамін Зускін —  Арон Давидович, старий доктор
- Лідія Карташова —  Єфросинія
- Данило Сагал —  Степан Яценко
- Євген Пономаренко —  Андрій Проценко
- Віра Славіна —  Настя
- М. Самосват —  Антоніна
- Микола Зимовець —  Волошка
- Михайло Трояновський —  Назар Омельченко
- Іван Кононенко-Козельський —  Максим
- Катерина Осмяловська —  Валя
- Олексій Ватуля —  Гнат Незгодний
- Антон Дунайський —  Панас
- Григорій Долгов —  Пєтушков
- Самуїл Столерман —  Артист
- Михайло Висоцький —  німецький інженер
- Віктор Халатов —  німецький комендант
- Ганс Клерінг —  німецький лейтенант
- Дмитро Капка —  Збутова, коваль
- Юнона Яковченко —  Марійка
- Вадим Закуренко —  Льонька
- Люда Лізенгевіч —  внучка Арона
- Сергій Троїцький —  старший поліцейський
- Олександра Денисова —  колгоспниця

## Творча група
- Сценарій: Марко Донськой, Борис Горбатов
- Режисер: Марко Донськой
- Оператор: Борис Монастирський
- Композитор: Лев Шварц

## Нагороди й номінації
У 1946 році фільм брав участь у позаконкурсній програмі Венеційського кінофестивалю, де він отримав Особливу згадка міжнародної комісії журналістів (англ. Segnalazione della Commissione Internazionale di Giornalisti).

## Вплив
Деякі експерти вважаються фільм Нескорені першим художнім фільмом, що зображував Голокост.